# Ioan-Cristian Rusu
Ioan-Cristian Rusu (n. 21 martie 1986) este un senator român, ales în 2024 din partea SOS. 